# Kostelgrad
Kostelgrad, Kostelski grad, Stari grad Kostel, utvrda u Hrvatskoj u mjestu Kostel u općini Pregrada; zaštićeno je kulturno dobro. Utvrda se nalazi na obroncima Kunagore: elipsoidnog je tlocrta, a čine ju dvokrilni palas okružen dvorištima opasanima obrambenim bedemom s tri male polukule i jednom baterijskom kulom. Danas je ruševina, s dobro sačuvanom baterijskom kulom. 

## Ime
Dolazi od latinske riječi castellum, tvrđava.

## Položaj
Nalazi se na 405 metara nadmorske visine na Kostelskoj ili Kunagori, odnosno na brdu Kostelju (Kostel-bregu) koje se nastavlja na Kunagoru. Smješten je na zaravni elipsoidnog oblika (oko 70 x 30 m). Tok rječice Kosteljine koja je podno brda okružuje brdo s Kostelgradom s tri strane, zapadne, sjeverne i istočne.

## Namjena
Tvrđava je branila prolaz Sutinsko (Sutlin) na rječici Kosteljini. Onuda se sa sjeverozapada ulazilo u Kraljevinu Slavoniju sa sjeverozapada. Bila je strateški važna pogranična točka na granici s Njemačkim Carstvom. S Kostela se pruža pogled prema Sloveniji, Donačkoj gori, Kostel Bregima i Sutinskog - klanca rječice Kosteljine, prema Pregradi - kamenolomu.

## Pristup
Do Kostelgrada stiže se mjestimice zaraslom markiranom stazom kroz crnogoričnu šumu. Neposredno pred vrh Kune gore je raskrižje koje vodi ka tvrđavi. Šumskom stazom iz sela Kostela i crkve sv. Mirka može se također doći do Kostelgrada. Pristup je moguć samo sa zapadne strane.

## Osobine
U Kostelgrad može se ući samo sa zapada jer je tu padina blaža. Ostale tri strane prirodna su obrana, tj. strme padine brijega. Radi otežavanja pristupa iskopan je duboki jarak. Zaravan na kojoj je grad je sa zapada i juga dodatno osiguran zidom. Sigurnija strana brijega je na sjeveru.
Na sjeveru sustav obrane zatvara gradska jezgra. Jezgru čine palas i peterokutno dvorište koje krila palasa zatvaraju sa sjevera i istoka a prema vanjskom dvorištu tri zida. Od sjeverozapadnog ruba zaravni pruža se vanjski obrambeni zid, preko južne padine i završava na njenoj istočnoj strani. Četiri kule ojačavaju mu obranu. Ulazna kula je istočna kula i očuvana je u visini dvije etaže, a prolaz koji je čuvala je tlocrta u obliku slova L. Središnja kula se ističe. Ona je bila za topnike i očuvana je do visine treće etaže.

## Povijest
Nije poznato točno kad se gradila tvrđava. Pretpostavlja se da je to bilo sredinom 13. stoljeća. Povijesni ga izvori prvi put spominju 1330. godine. Petar Gisingovac je bio tadašnji vladar. Između 1342. i 1347. kralj Ludovik I. Anžuvinac mu je oduzeo Zagorje s gradovima i izravno ih podvrgnuo kraljevskoj vlasti. Godine 1399. cijelu Zagorsku knežiju i gradove Krapinu, Lobor, Oštrc, Belec, Trakošćan, Lepoglavu, Kostel i Cesargrad kralj Žigmund Luksemburški darovao je celjskom knezu Hermanu II. Grofovi Celjski vlasnici su cijelog Zagorja s dijelom Štajerske, Kranjske i Koruške sve do izumiranja Celjskih smrću Henrikova unuka Ulrika II. Celjskog 1456. godine. Vlasnik je postao Jan Vitovec i njegovi sinovi. Kad su se sinovi pobunili, kralj Matija Korvin im je oduzeo grad. Godine 1485. kralj Matija Korvin dodijelio mu je novog vlasnika, svog izvanbračnog sina Ivana Korvina. Naslijedila ga je njegova udovica Beatrice Frankopan, koja se preudala za Jurja Brandenburškog i predala mu sve svoje posjede. Juraj Brandenburg vlasnik je starog grada Kostela do 1523. godine, kad ga je prodao Petru II. Kegleviću. Doba Keglevića je zlatno doba za Kostelgrad. Keglevići su ga obnovili i uzeli za svoje sjedište. U gradu su živili do 17. stoljeća. Tad im je prestao biti sjedištem. Keglevići su i posljednji gospodari Kostela. Od 18. stoljeća tvrđava je prepuštena propadanju.
Krajem 18. stoljeća postaje ruševina.
Održavanju se ozbiljnije pristupilo tek u 21. stoljeću. Godine 2008. godine izrađeno je tehničko rješenje održavanja ostataka utvrde, pa geodetski elaborat. U 2010. godine izvedena su probna arheološka istraživanja na području vanjskog dvorišta, zapadno od topničke kule. Detaljna povijesna studija, snimka postojećeg stanja te projekt građevinske sanacije arhitektonskih ostataka palasa izrađeni su tijekom 2013. i 2014. godine. Konzervira se i restaurira tvrđavu od 2016. godine. Izrađen i projekt građevinske sanacije vanjskog obrambenog zida i kula.

## Zaštita
Pod oznakom Z-7162 zavedena je kao nepokretno kulturno dobro - pojedinačno, pravna statusa zaštićena kulturnog dobra, klasificirano kao "profana graditeljska baština".